# Angelo Oliviero Olivetti
Pour les articles homonymes, voir Olivetti (homonymie).
Angelo Oliviero Olivetti (né à Ravenne le 21 juin 1874 et mort à Spolète le 17 novembre 1931) est un avocat, journaliste et homme politique italien, militant du syndicalisme révolutionnaire.

## Biographie
Angelo Oliviero Olivetti participe à la fondation en 1892 du Parti socialiste italien alors qu'il étudie encore à l'université de Bologne.
Condamné à plusieurs reprises par les tribunaux italiens pour activités subversives, il se réfugie à Lugano en 1898. En Suisse, il milite au sein dudit parti socialiste italien en Suisse et y connaît, lors des congrès, Benito Mussolini avec qui il partage l'anticléricalisme.
Déjà collaborateur de l'hebdomadaire milanais et syndicaliste révolutionnaire d'Arturo Labriola, Avanguardia socialista, à la fin de 1906, il commence à Lugano la publication de la revue Pagine libere (« Pages libres ») à laquelle collaborent les syndicalistes révolutionnaires Paolo Orano, Arturo Labriola, Alceste De Ambris - qui en sont aussi, par moments, les codirecteurs - et, par trois fois, le socialiste Benito Mussolini.
Dans cette revue, qui aura une certaine audience en Italie, il défend les principes du syndicalisme révolutionnaire tout en prônant une fonction élitiste et pédagogique de l'avant-garde intellectuelle révolutionnaire. Progressivement sensible aux thèmes nationalistes, il est favorable en 1911 à la guerre de Libye. Isolé parmi ses amis, il doit mettre un terme à l'existence de sa revue. En 1912, il retourne en Italie après avoir été expulsé de Suisse. Interventionniste en 1914, c'est-à-dire favorable à l'entrée en guerre de l'Italie, il est, avec d'autres anciens syndicalistes révolutionnaires, l'un des rédacteurs du manifeste inaugural des Faisceaux d'action internationaliste (Fasci d'Azione Internazionalista). Dans Pagine libere, qu'il a relancé en 1914 et à nouveau en 1920, il défend l'identité et la spécificité idéologiques du syndicalisme national face à la réaction antiouvrière du fascisme. Il devient, en quelque sorte, l'éminence grise de l'Union italienne du travail, fondée en 1918 : en 1921, il présente au congrès un texte important, le « Manifeste des syndicalistes. »
Après avoir espéré, en 1922, l'union de tous les syndicats à travers une Constituante syndicale qu'il s'emploie en vain à promouvoir, il finit par se rapprocher du fascisme au lendemain de l'assassinat de Giacomo Matteotti, en 1924. C'est alors qu'il commence à collaborer au journal de Mussolini, Il Popolo d'Italia. Son adhésion au fascisme est une adhésion aux thèses du « syndicalisme intégral. »
Dans les années suivantes, il fait figure d'expert syndical et participe aux débats sur l'organisation des syndicats. En 1931, il est nommé professeur à la faculté des sciences politiques de l'université de Pérouse. Il meurt de crise cardiaque.
Son fils, Enzo, qui disparaît prématurément, est l'auteur dans les années 1920 d'un ouvrage d'histoire du syndicalisme. Sa fille, Livia, recrée après la Seconde Guerre mondiale, avec les fils de Sergio Panunzio, la revue Pagine libere, d'inspiration néo-fasciste.

## Publications
- (it) Angelo Oliviero Olivetti, Dal sindacalismo rivoluzionario al corporativismo (recueil d'articles), Bologne, Bonacci, 1984.

## Sources
- (it) Cet article est partiellement ou en totalité issu de l’article de Wikipédia en italien intitulé « Angelo Oliviero Olivetti » (voir la liste des auteurs) du 10.11.2007.